# Hadula insolita
Hadula insolita là một loài bướm đêm trong họ Noctuidae.